# Distantobelus kaokoensis
Distantobelus kaokoensis är en insektsart som beskrevs av Capener 1971. Distantobelus kaokoensis ingår i släktet Distantobelus och familjen hornstritar. Inga underarter finns listade i Catalogue of Life.